# Arguisal
Arguisal es una localidad española perteneciente al municipio de Sabiñánigo, en el Alto Gállego, provincia de Huesca, Aragón. 
| 12         | 13 | 14 |
| (Fuente: ) |    |    |

## Monumentos
- Su iglesia de San Martin de Tours es del siglo XVIII y es su iglesia parroquial.[2] Tiene una sola nave. Parece que antes hubo otra iglesia que era dedicada a San Juan, ya que se documenta en el año 1093 su existencia. Entonces, el rey Sancho Ramírez da la iglesia de San Juan de Arguisal al castillo de Monte Aragón.

## Fiestas
- Fiesta mayor de San Martín, 11 de noviembre.
- Fiesta menor de Santo Domingo, 4 de agosto.